# Adrian Šemper
Adrian Šemper (* 12. Januar 1998 in Zagreb) ist ein kroatischer Fußballtorwart.

## Karriere

### Verein
Šemper begann seine Karriere bei Dinamo Zagreb. Im November 2015 spielte er erstmals für die Zweitmannschaft von Dinamo in der 2. HNL. Im April 2016 stand er schließlich erstmals im Kader der Kampfmannschaft. Sein Debüt für Dinamo in der 1. HNL gab er im Mai 2016, als er am 35. Spieltag der Saison 2015/16 gegen den NK Slaven Belupo Koprivnica in der Startelf stand.
Im September 2016 gab er gegen Olympique Lyon sein Debüt in der UEFA Champions League. Im Januar 2017 wurde er an den Ligakonkurrenten Lokomotiva Zagreb verliehen. Bis Saisonende absolvierte er alle 16 Ligaspiele für Lokomotiva. Die ersten drei Spiele der Saison 2017/18 verpasste er verletzungsbedingt.
Im Sommer 2023 wechselte er zu Como 1907 und von hier in der nachfolgenden Sommerpause weiter zum Pisa Sporting Club.

### Nationalmannschaft
Šemper spielte im Mai 2013 erstmals für die kroatische U-15-Auswahl. Im März 2014 debütierte er gegen Italien für Kroatiens U-16-Mannschaft.
Im September 2014 spielte er gegen Armenien zum ersten Mal für die U-17-Mannschaft. Mit der U-17-Auswahl nahm er 2015 sowohl an der EM als auch an der WM teil. Bei beiden Turnieren schied Kroatien im Viertelfinale aus.
Im selben Jahr debütierte er für die U-18-Mannschaft. Im März 2016 spielte er gegen Bulgarien erstmals für Kroatien U-19-Team. Im September 2017 gab er schließlich auch sein Debüt in der U-21-Auswahl, als er in einem Testspiel gegen Österreich in der Startelf stand und in der Halbzeitpause durch Karlo Letica ersetzt wurde.